# Microcostatus elisabethianus
Microcostatus elisabethianus is een algensoort. De wetenschappelijke naam werd gepubliceerd  in 2019 door Bart Van de Vijver en Luc Ector. Zij ontdekten deze nieuwe algensoort op de Crozeteilanden in de Indische Oceaan.
Deze soort werd genoemd naar kroonprinses Elisabeth van België.